# Karen Martínez
Karen Cecilia Martínez Insignares (Cartagena, 14 de agosto de 1979) es una actriz, modelo y presentadora colombiana.

## Trayectoria
Trabaja como modelo desde los 14 años, participó por primera vez en la televisión en un comercial de gaseosas grabado por Carlos Vives en Cartagena. Ha participado en El cartel de los sapos y en otras telenovelas.

## Vida personal
Es la esposa del cantante colombiano de pop rock Juanes, con quien mantiene una relación matrimonial desde 2004. Tienen tres hijos.

## Filmografía

### Televisión
| Año       | Título                 | Personaje         |
| --------- | ---------------------- | ----------------- |
| 2000      | Padres e hijos         | Ximena            |
| 2001      | Amor a mil             | Diana McKenzie    |
| 2003      | Sofía dame tiempo      | Sofia             |
| 2007      | Mujeres asesinas       | Lisa, La Soñadora |
| 2007      | Tiempo final           | Candela           |
| 2008      | El cartel de los sapos | Sofía             |
| 2016      | Ruta 35                | Ximena            |
| 2018-2020 | Noobees                | Salma Gómez       |

### Cine
| Año  | Título     | Personaje   |
| ---- | ---------- | ----------- |
| 2001 | Siniestro  | Leah Santos |
| 2012 | El paseo 2 | Gloria      |

## Programas de televisión
| Año  | Título           | Rol          |
| ---- | ---------------- | ------------ |
| 1992 | Oki Doki         | Marcelita    |
|      | Noticiero TV Hoy |              |
| 1999 | Noticiero NCA    | Presentadora |
| 2016 | La Voz Teens     |              |
| 2021 | Factor X         | Presentadora |